# مردخای بهایف
مُردِخای بن حیا بَهایــِف (۱۹۱۱-۲۰۰۷) با تخلص مُحبّ از شاعران پارسی‌گوی و از شاعران اصلی یهودیان بخارا بود.
محب، در سال ۱۹۱۱ در خانواده‌ای دوزنده در شهر مرو به دنیا آمد و در محله یهودیان سمرقند معروف به محله شرق بزرگ شد.
او کار ادبی خود را در سن ۱۶ سالگی و در سال ۱۹۲۷ با هفته‌نامه روشنایی، هفته‌نامه یهودیان بخارا آغاز کرد.
او در دستگیری‌های بزرگ دهه ۱۹۳۰ شوروی در میان روشن‌فکران دستگیرشده بود.
در سال ۱۹۴۰ محب محکوم به «تحریکات ضد شوروی» شد و به یک اردوگاه کار اجباری در شمال اورال تبعید شد.
محب در سال ۱۹۷۳ به اسرائیل مهاجرت کرد.
کلیات محب به زبان فارسی (خط سیریلیک) در هفت جلد در سال ۲۰۰۶ نیز در اورشلیم به چاپ رسیده‌است.
این کلیات شامل این بخش‌ها است: ۱-گلدسته، ۲-داستان‌ها، ۳-در جوال سنگین ۴-وطن، ۵-قدم‌های اولین